# Клавдии Марцеллы
Марцеллы (лат. Claudii Marcelli) — римский когномен, плебейская ветвь рода Клавдиев, пошедшая от Марка Клавдия Марцелла, консула IV века до н. э.

## Известные представители
- Гай Клавдий Марцелл:[править]  -  Гай Клавдий Марцелл (умер не ранее 50 года до н. э.) — претор в 80 году до н. э., проконсул Сицилии в 79 году до н. э.
  -  Гай Клавдий Марцелл (около 93—40 гг. до н. э.) — сын предыдущего, консул в 50 году до н. э.
  -  Гай Клавдий Марцелл (умер не ранее 63 до н. э.) — участник заговора Катилины.
  -  Гай Клавдий Марцелл (I век до н. э.) — консул в 49 году до н. э., во время гражданской войны был сторонником Помпея — командовал его флотом.
- Марк Клавдий Марцелл:[править]  -  Марк Клавдий Марцелл (ок. 370 — не ранее 327 до н. э.) — консул в 331 г. до н. э., диктатор в 327 г. до н. э.
  -  Марк Клавдий Марцелл (ок. 330 — не ранее 287 до н. э.) — сын предыдущего, консул и диктатор в 287 г. до н. э.
  -  Марк Клавдий Марцелл (ок. 290 — не ранее 268 до н. э.) — сын предыдущего, возможно легат в 236 г. до н. э.
  - Марк Клавдий Марцелл (ок. 268—208 до н. э.) — сын предыдущего, пятикратный консул в 222, 215, 214, 210, 208 гг. до н. э.
  -  Марк Клавдий Марцелл (ок. 236—177 до н. э.) — сын предыдущего, военный трибун в 208 г. до н. э., народный трибун в 204 г. до н. э., курульный эдил в 200 г. до н. э., претор в 198 г. до н. э. (Сицилия), консул в 196 г. до н. э.
  -  Марк Клавдий Марцелл (ок. 250 — не ранее 216 до н. э.) — плебейский эдил в 216 г. до н. э.
  -  Марк Клавдий Марцелл (ок. 225—169 до н. э.) — сын предыдущего, консул в 183 г. до н. э.
  -  Марк Клавдий Марцелл (ок. 225—169 до н. э.) — городской претор в 188 г. до н. э., возможно, легат Кв. Марция Филиппа в 169 г. до н. э., либо децемвир священнодействий в том же году.
  -  Марк Клавдий Марцелл (ок. 209—148 до н. э.) — сын М. Клавдия Марцелла, понтифик в 177—148 гг. до н. э., народный трибун в 171 г. до н. э., претор в 169 г. до н. э. и проконсул в 168 г. до н. э. (Испания), консул в 166, 155, 152 гг. до н. э., проконсул в 151 г. до н. э. (Ближняя Испания), легат в 148 г. до н. э.
  -  Марк Клавдий Марцелл (ок. 177—137 до н. э.) — претор в 137 г. до н. э. (Таррацина).
  -  Марк Клавдий Марцелл (ок. 150 — не ранее 81 до н. э.) — претор в 103 г. до н. э., легат в 102 и 90 гг. до н. э.
  -  Марк Клавдий Марцелл (ок. 128 — не ранее 70 до н. э.) — курульный эдил в 91 г. до н. э., претор в 88—76 гг. до н. э., старший преторий в 73 г. до н. э.
  -  Марк Клавдий Марцелл (ок. 110 — не ранее 63 до н. э.) — военный и политический деятель, один из участников заговора Катилины.
  -  Марк Клавдий Марцелл (ок. 94 — 45 до н. э.) — сын предыдущего, квестор в 64 г. до н. э., претор в 54 г. до н. э., консул в 51 г. до н. э.
  -  Марк Клавдий Марцелл (42—23 до н. э.) — сын Г. Клавдия Марцелла, курульный эдил в 23 г. до н. э., рассматривался как один из основных преемников Октавиана.
  -  Марк Клавдий Марцелл Эзернин:[править]    -  Марк Клавдий Марцелл Эзернин (ок. 106 — не ранее 70 до н. э.) — военный и политический деятель.
    -  Марк Клавдий Марцелл Эзернин (ок. 79 — не ранее 22 до н. э.) — сын предыдущего, консул в 22 г. до н. э.
    -  Марк Клавдий Марцелл Эзернин (ок. 40 — не ранее 12 до н. э.) — сын предыдущего, квиндецемвир священнодействий ок. 23 — 12 гг. до н. э.
    -  Марк Клавдий Марцелл Эзернин (ок. 12 до н. э. — 23 н. э.) — сын предыдущего, претор по делам иноземцев в 19 г., куратор берегов и русла Тибра в 20—23 гг.